# Benjamin G. Humphreys

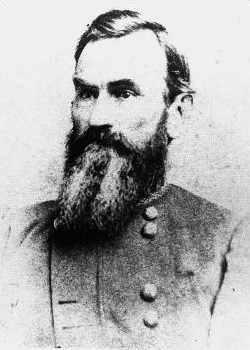
Benjamin G. Humphreys

Benjamin Grubb Humphreys (* 26. August 1808 im Claiborne County, Mississippi-Territorium; † 20. Dezember 1882 in Jackson, Mississippi) war ein US-amerikanischer Politiker, Brigadegeneral im konföderierten Heer und von 1865 bis 1868 Gouverneur des Bundesstaates Mississippi.

## Frühe Jahre und politischer Aufstieg
Benjamin Humphreys besuchte die öffentlichen Schulen seiner Heimat und studierte dann an der US-Militärakademie in West Point, New York. Dort war er in der gleichen Klasse mit Robert E. Lee. Humphreys konnte die Akademie nicht beenden, weil er zusammen mit 40 anderen Kadetten aus disziplinarischen Gründen von der Anstalt verwiesen wurde.
Nach seiner Rückkehr nach Mississippi begann er eine politische Laufbahn. Er schloss sich der Demokratischen Partei an. 1839 wurde er in das Repräsentantenhaus von Mississippi gewählt, zwischen 1840 und 1844 war er Staatssenator. 1846 siedelte er sich im Sunflower County an und wurde Pflanzer.

## Humphreys im Bürgerkrieg und als Gouverneur
Beim Ausbruch des Bürgerkriegs wurde Humphreys Hauptmann des konföderierten Heeres. Im Verlauf des Krieges wurde er bis zum Brigadegeneral befördert. In der Schlacht von Gettysburg Anfang Juli 1863 wurde er schwer verwundet. Am 2. Oktober 1865 wurde er zum Gouverneur seines Staates gewählt. Dieses Amt trat Humphreys am 16. Oktober an. Im Juni 1868 gelang ihm die Wiederwahl für eine zweite Amtszeit. Während der Reconstruction wurde er am 15. Juni 1868 seines Amtes enthoben und durch den Militärgouverneur Adelbert Ames ersetzt. In seiner zweijährigen Amtszeit unterstützte er die mittellosen ehemaligen Soldaten der Konföderation und ihre Familien. Außerdem wurden Gesetze verabschiedet, die die Afroamerikaner entgegen der Bundesgesetzgebung benachteiligten.

## Weiterer Lebenslauf
Nach seiner Absetzung zog sich Humphreys aus der Politik zurück. Er widmete sich wieder seiner Plantage. Außerdem war er bis 1877 in Jackson im Versicherungswesen tätig. Benjamin Humphreys starb im Dezember 1882. Er war zweimal verheiratet und hatte insgesamt vier Kinder, darunter den Sohn Benjamin, der von 1903 bis zu seinem Tod im Jahr 1923 Abgeordneter im US-Repräsentantenhaus war. Dessen Sohn William wiederum wurde von 1923 bis 1924 Nachfolger seines Vaters im Kongress.